# Ruta 304 (Costa Rica)
La Ruta 304, oficialmente Ruta Nacional Terciaria 304, es una ruta nacional de Costa Rica ubicada en las provincias de San José y Cartago.

## Descripción
En la provincia de San José, la ruta atraviesa el cantón de Desamparados (los distritos de San Miguel, Rosario), el cantón de Aserrí (el distrito de Salitrillos).
En la provincia de Cartago, la ruta atraviesa el cantón de Cartago (el distrito de Corralillo).